# Obscured by Clouds
Obscured by Clouds je sedmé studiové album anglické skupiny Pink Floyd. Vydáno bylo v červnu 1972 (viz 1972 v hudbě). Po desce Soundtrack from the Film More se jedná o druhý plnohodnotný soundtrack od Pink Floyd. Album se v britském žebříčku vyšplhalo nejvýše na 6. místo.

## Popis alba a jeho historie
Album Obscured by Clouds je soundtrack k filmu La Vallée režiséra Barbeta Schroedera. S ním Pink Floyd spolupracovali již na filmu More, ke kterému rovněž dodali hudbu (album Soundtrack from the Film More). Snímek La Vallée (Údolí) pojednává o skupince průzkumníků, kteří se vydají hledat na Nové Guineji skryté údolí, kde by měly žít vzácné druhy ptáků. Cestou kontaktují některé místní izolované domorodé kmeny.
Hudbu k filmu natočili Pink Floyd ve dvou přestávkách v koncertních turné v únoru a březnu 1972. Po celý rok 1972 totiž hráli na koncertech různé podoby díla, které roku 1973 vydali pod názvem The Dark Side of the Moon. Pro Obscured by Clouds ale skupina zvolila přímočařejší rockové skladby, bez různých zvukových experimentů. Na albu se nachází celkem 10 skladeb, z nichž čtyři jsou instrumentální (úvodní dvě, „Mudmen“ a poslední). Na desce se autorsky podílela celá skupina, zajímavá je např. píseň „Childhood's End“, která je zřejmě inspirována stejnojmennou novelou A. C. Clarka. Tuto skladbu napsal David Gilmour a až do odchodu Rogera Waterse ze skupiny v roce 1985 je to poslední píseň, ke které napsal Gilmour i text. Watersova skladba „Free Four“ se poprvé zmiňuje o smrti autorova otce, který zemřel jako voják za druhé světové války. Toto téma Waters poté plně rozvinul na albech The Wall a The Final Cut. V poslední skladbě desky, „Absolutely Curtains“, je zakomponována obřadní píseň domorodců z Nové Guineje, která je převzata z filmu.
Album Obscured by Clouds je zajímavé rovněž po stránce hudebních nástrojů. V úvodní a zároveň titulní skladbě „Obscured by Clouds“ použil Nick Mason ranou verzi elektronických bicí, které nazval „elektrická bonga“. Klávesista Rick Wright, společně s Gilmourem i Watersem, na této desce poprvé ve větší míře použil syntezátor EMS VCS 3, který Pink Floyd v 70. letech proslavili (první deska, na které se toto zařízení objevilo, byla Meddle)

## Vydávání alba a jeho umístění
Obscured by Clouds bylo vydáno v červnu 1972 a britské hitparádě se umístilo nejvýše na šestém místě. V USA sice nebylo tak komerčně úspěšné (46. příčka), jednalo se však o do té doby nejlepší umístění alba Pink Floyd.
Na CD vyšlo album poprvé v roce 1986, v digitálně remasterované podobě v roce 1996.

## Seznam skladeb
| Strana 1 | Strana 1                            | Strana 1                       | Strana 1 |
| Pořadí   | Název                               | Autor                          | Délka    |
| -------- | ----------------------------------- | ------------------------------ | -------- |
| 1.       | Obscured by Clouds (instrumentální) | Gilmour, Waters                | 3:03     |
| 2.       | When You're In (instrumentální)     | Gilmour, Waters, Wright, Mason | 2:30     |
| 3.       | Burning Bridges                     | Wright, Waters                 | 3:30     |
| 4.       | The Gold It's in the…               | Gilmour, Waters                | 3:07     |
| 5.       | Wot's... Uh the Deal?               | Gilmour, Waters                | 5:08     |
| 6.       | Mudmen (instrumentální)             | Wright, Gilmour                | 4:20     |

| Strana 2       | Strana 2                             | Strana 2                       | Strana 2 |
| Pořadí         | Název                                | Autor                          | Délka    |
| -------------- | ------------------------------------ | ------------------------------ | -------- |
| 1.             | Childhood's End                      | Gilmour                        | 4:31     |
| 2.             | Free Four                            | Waters                         | 4:15     |
| 3.             | Stay                                 | Waters, Wright                 | 4:05     |
| 4.             | Absolutely Curtains (instrumentální) | Gilmour, Waters, Wright, Mason | 5:52     |
| Celková délka: | Celková délka:                       | Celková délka:                 | 40:30    |

## Obsazení
- Pink Floyd:
  - David Gilmour – kytary, syntezátor, zpěv
  - Roger Waters – baskytara, syntezátor, zpěv
  - Rick Wright – klávesy, syntezátor, zpěv
  - Nick Mason – bicí, perkuse